# مجموعة الطاقة
مجموعة الطاقة، التي يشار إليه عمومًا باسم مجموعة الطاقة في جنوب شرق أوروبا، هي منظمة دولية تضم الاتحاد الأوروبي وعدد من الدول غير الأعضاء في الاتحاد الأوروبي. تهدف المجموعة إلى توسيع سوق الطاقة الداخلية في الاتحاد الأوروبي ليشمل جنوب شرق أوروبا على نطاق أوسع. يلتزم الأعضاء بتنفيذ تشريعات طاقة الاتحاد الأوروبي ذات الصلة، وذلك لتطوير إطار تنظيمي ملائم، وتحرير أسواق الطاقة الخاصة بهم بما يتماشى مع التشريعات بموجب المعاهدة التأسيسية.

## الهدف
تهدف مجموعة الطاقة إلى إنشاء سوق للطاقة لعموم أوروبا من خلال توسيع تشريعات الطاقة في الاتحاد الأوروبي إلى مناطق جنوب شرق وشرق أوروبا. يغطي الإطار القانوني لمجموعة الطاقة التشريعات في مجالات الطاقة، والبيئة، والمنافسة في تشريعات الاتحاد الأوروبي.
وُسِّعت تشريعات المعاهدة في عدة مناسبات بعد دخولها حيز التنفيذ، فشملت أيضًا تشريعات تتعلق بأمن الإمداد، وكفاءة الطاقة، والنفط، والطاقة المتجددة، والإحصاءات، والبنية التحتية والمناخ.
تنقل مجموعة الطاقة وتنفذ حزمة تشريعات الطاقة الثالثة للاتحاد الأوروبي منذ سبتمبر 2011 تماشيًا مع التحديث على مستوى الاتحاد الأوروبي. اعتمد المجلس الوزاري لعام 2021 خمسة قوانين تشريعية رئيسية تنبع من حزمة الاتحاد الأوروبي للطاقة النظيفة لجميع الأوروبيين. سيبدأ الاعتماد على أهداف الطاقة المتجددة، وكفاءة الطاقة وخفض غازات الاحتباس الحراري لعام 2030 في المجلس الوزاري المقبل في عام 2022، وذلك بعد انتهاء المفوضية الأوروبية من دراستها.

## المؤسسات

### المجلس الوزاري
المجلس الوزاري هو المؤسسة الرئيسية لصنع القرار في مجموعة الطاقة. يتخذ المجلس قرارات السياسة الرئيسية ويتبنى قواعد وإجراءات المجموعة. يتألف المجلس الوزاري من ممثل واحد من كل طرف متعاقد، وعادة ما يكون الوزير المسؤول عن الطاقة، وممثلين اثنين من الاتحاد الأوروبي، والمفوض الأوروبي للطاقة وممثل رفيع المستوى لرئاسة الاتحاد الأوروبي.
يجتمع المجلس الوزاري مرة واحدة في السنة بعد قرار ديسمبر 2009. يتولى كل طرف متعاقد أيضًا رئاسة المجلس بالتناوب لمدة 12 شهرًا. تولت صربيا منصب الرئاسة وترأست الاجتماعات المؤسسية الرئيسية للفترة منذ 1 يناير حتى 31 ديسمبر 2021.

### المجموعة الدائمة رفيعة المستوى
تضم المجموعة الدائمة رفيعة المستوى كبار المسؤولين من كل طرف متعاقد، وممثلين اثنين عن المفوضية الأوروبية. تضمن المجموعة استمرار ومتابعة الاجتماعات السياسية من قبل الوزراء، وتقرر، في بعض الحالات، إجراءات التنفيذ.

### مجلس تنظيم مجموعة الطاقة
يتألف المجلس التنظيمي من ممثلين رفيعي المستوى من وكالات تنظيم الطاقة الوطنية للأطراف المتعاقدة في مجموعة الطاقة ومنهم مراقبين ومشاركين. يقدم المجلس المشورة للمجلس الوزاري لمجموعة الطاقة والمجموعة الدائمة رفيعة المستوى بشأن تفاصيل القواعد القانونية، والتقنية، والتنظيمية، ويقدم توصيات في حالة النزاعات العابرة للحدود بين المنظمين. يمكن لمجلس الإدارة اتخاذ الإجراءات التنظيمية عند تفويضه من قبل المجلس الوزاري لمجموعة الطاقة.
يترأس مجلس الإدارة حاليًا السيد ماركو بيسليموسكي (2023-2020)، وهو رئيس لجنة تنظيم خدمات الطاقة والمياه في جمهورية مقدونيا الشمالية. يعمل الاتحاد الأوروبي، الذي تمثله المفوضية الأوروبية، كنائب للرئيس، وتساعده وكالة الاتحاد الأوروبي لتعاوني منظمي الطاقة. يجتمع المجلس التنظيمي في أثينا، وتدعم أمانة مجموعة الطاقة عمله.

### منتديات
توَكَّل المنتديات بمهمة تقديم المشورة لمجموعة الطاقة. يجمع المنتدى الذي ترأسه المفوضية الأوروبية جميع أصحاب المصلحة المهتمين من الصناعة، والهيئات التنظيمية، والجمعيات الصناعية والمستهلكين. تُوَجَّه استنتاجاتهم، المتفق عليها بتوافق الآراء، إلى المجموعة الدائمة رفيعة المستوى.
يعكس إنشاء المنتديات العملية المؤدية إلى إنشاء مجموعة الطاقة. اجتمع منتدى أثينا للكهرباء، المعروف سابقًا باسم منتدى تنظيم الطاقة في جنوب شرق أوروبا، لأول مرة في عام 2002. وُضِعت الشروط التي تحكم منتدى الغاز في عام 2006. تقرر أيضًا عقد منتدى الغاز في سلوفينيا. عُقِد المنتدى الاجتماعي الأول في تشرين الثاني لعام 2008، وقرر المجلس الوزاري في اجتماعه في كانون الأول لعام 2008 اعتماد تشريع بشأن مخزون النفط وإنشاء منتدى النفط. انعقد المنتدى النفطي الأول في عام 2009 في بلغراد. أُنشِئ في الآونة الأخيرة منتدى فيينا للقانون، ومنتدى الانتقال العادل ومنتدى تسوية النزاعات.

### الأمانة العامة
تتولى الأمانة العامة إدارة الأنشطة اليومية لمجموعة الطاقة، وتساعد أيضًا الأطراف المتعاقدة في تنفيذ التشريعات. تدعم الأمانة الأطراف المتعاقدة في صياغة التشريعات، وتجري بعثات الخبراء عندما تطلب السلطات الوطنية ذلك. تنظم الأمانة أكثر من 60 حدث سنوي، بما في ذلك الاجتماعات المؤسسية وورش عمل الخبراء.
تقدم الأمانة في كل عام تقرير تنفيذ سنوي إلى المجلس الوزاري لمجموعة الطاقة، والذي يقيم امتثال كل طرف متعاقد فيما يتعلق بالتزاماته بموجب المعاهدة. يجوز للأمانة أن تفتح إجراء انتهاك إذا فشل طرف متعاقد في الامتثال لالتزاماته بموجب المعاهدة.
استلم السيد أرتور لوركوفسكي إدارة الأمانة العامة منذ 1 ديسمبر 2021. يُعد السيد لوركوفسكي المدير الثالث لمجموعة الطاقة، بعد السيد جانيز كوباتش (2021-2012) والسيد سلافتشو نيكوف (2007-2012). يُعد مدير الأمانة مسؤولًا عن ضمان إنفاق وحساب ميزانية مجموعة الطاقة، التي تساهم فيها جميع الأطراف، بشكل صحيح. يختار المدير أيضًا ويعين الموظفين على أساس خطة التأسيس المعتمدة للمجموعة. كان لدى الأمانة العامة 34 موظفًا يحملون 18 جنسية ابتداءً من ديسمبر 2021. تأخذ الأمانة العامة فيينا مقرًا لها.

### دور الاتحاد الأوروبي
يمثل الاتحاد الأوروبي، الذي تمثله المفوضية الأوروبية، نائب الرئيس الدائم لمجموعة الطاقة. تساعد المفوضية الأوروبية الرئاسة في قيادة المجموعة الدائمة رفيعة المستوى والمجلس الوزاري، وإعداد جداول أعمال جميع الاجتماعات المؤسسية. يمثل مفوض الطاقة المفوضية الأوروبية في الاجتماع السنوي للمجلس الوزاري. يُعتَبر الاتحاد الأوروبي أكبر مساهم في ميزانية مجموعة الطاقة، إذ تبلغ مساهمته حوالي 95% في الميزانية العامة للمجموعة.

## النقاد
تعرضت المعاهدة لانتقادات من قبل الاتحاد الأوروبي للخدمات العامة لأنها تفتقر إلى البعد الاجتماعي. تشير تشريعات مجموعة الطاقة بشكل صريح إلى التزامات الخدمة العامة وحماية العملاء. يُفرض على الأطراف المتعاقدة التزامًا قانونيًا بتعزيز البعد الاجتماعي في العملية؛ وذلك في الوقت التي تفتقر فيه المعاهدة إلى تشريعات ملزمة قانونيًا بشأن الحوار الاجتماعي. وقع الطرفان على مذكرة تفاهم حول القضايا الاجتماعية في سياق مجموعة الطاقة في أكتوبر 2007. تقر المذكرة بأن التنمية الاقتصادية والتقدم الاجتماعي مرتبطان بشكل متبادل، ويجب أن يسيران جنبًا إلى جنب. توضح أيضًا أهمية وضرورة إشراك الشركاء الاجتماعيين في عملية الإصلاح. وقعت أوكرانيا ومولدوفا إعلان مذكرة تفاهم بشأن القضايا الاجتماعية في أكتوبر 2011.
انتقدت المنظمات البيئية من جنوب شرق أوروبا العملية في ديسمبر 2008؛ وذلك لاعتقادها أن المؤتمر الأوروبي حول الاستدامة والطاقة والبيئة يحتوي على آليات وقائية غير كافية لضمان عدم إغراق الترويج حَسَن النية لكفاءة الطاقة والطاقة المتجددة من خلال الترويج لمحطات الفحم الضارة بالبيئة والطاقة الكهرومائية في كثير من الأحيان. قرر المجلس الوزاري لمجموعة الطاقة إنشاء فريق عمل معني بكفاءة استخدام الطاقة في عام 2007. أعيدت تسميته في عام 2013 إلى مجموعة تنسيق كفاءة الطاقة؛ مما يوفر منصة واسعة للتعاون بين ممثلي الوزارات، والهيئات المسؤولة عن الطاقة، وكفاءة الطاقة من الأطراف المتعاقدة، والبلدان المراقبة والمشاركة. تطبق مجموعة الطاقة تشريعات كفاءة الطاقة الأساسية في الاتحاد الأوروبي منذ عام 2009. بدأت بالفعل مناقشة اعتماد توجيهات الاتحاد الأوروبي للطاقة المتجددة في عام 2008. أنشأ المجلس الوزاري فريق عمل للطاقة المتجددة في عام 2009 واعتمد التوجيه إي سي/28/2009 مع أهداف ملزمة للطاقة المتجددة لعام 2020 في أكتوبر 2012. قرر الوزراء إعادة تشكيل فريق عمل الطاقة المتجددة في أكتوبر 2015. يعمل فريق العمل المعني بالبيئة التابع لمجموعة الطاقة منذ ربيع عام 2011.